# Matthew & Son
Matthew and Son je debutové studiové album britského písničkáře Cata Stevense, vydané 10. března 1967 u Deram Records. Album produkoval Mike Hurst.

## Seznam skladeb
Všechny skladby napsal Cat Stevens, pokud není uvedeno jinak.
| Strana 1 | Strana 1                  | Strana 1                | Strana 1 |
| Pořadí   | Název                     | Autor                   | Délka    |
| -------- | ------------------------- | ----------------------- | -------- |
| 1.       | Matthew and Son           |                         | 2:46     |
| 2.       | I Love My Dog             |                         | 2:23     |
| 3.       | Here Comes My Baby        |                         | 2:58     |
| 4.       | Bring Another Bottle Baby |                         | 2:44     |
| 5.       | Portobello Road           | Cat Stevens, Kim Fowley | 2:29     |
| 6.       | I've Found a Love         |                         | 2:32     |
| 7.       | I See a Road              |                         | 2:11     |

| Strana 2 | Strana 2                      | Strana 2 |
| Pořadí   | Název                         | Délka    |
| -------- | ----------------------------- | -------- |
| 1.       | Baby Get Your Head Screwed On | 2:22     |
| 2.       | Granny                        | 3:12     |
| 3.       | When I Speak to the Flowers   | 2:25     |
| 4.       | The Tramp                     | 2:11     |
| 5.       | Come On and Dance             | 2:10     |
| 6.       | Hummingbird                   | 2:36     |
| 7.       | Lady                          | 3:04     |

## Sestava
- Cat Stevens – kytara, piáno, Hammondovy varhany, zpěv.
- John Paul Jones – baskytara (není uveden na obalu alba)